# O Evangelho segundo o Espiritismo
O Evangelho segundo o Espiritismo (em francês: L'Évangile Selon le Spiritisme) é um livro espírita francês. De autoria de Allan Kardec, o fundador do espiritismo, foi publicado em Paris a 15 de abril de 1864. É uma das obras básicas do espiritismo, e dentre elas a que dá maior enfoque a questões religiosas, éticas e comportamentais do ser humano.
Nela são abordados os evangelhos canônicos sob a óptica da doutrina espírita, tratando com atenção especial a aplicação dos princípios da moral cristã e de questões de ordem religiosa como a da prece e da caridade.
A obra contém, segundo a 365ª edição da tradução brasileira, "a explicação das máximas morais do Cristo em concordância com o Espiritismo e sua aplicação às diversas circunstâncias da vida".